# Антиискусство
Антииску́сство — широко используемый термин, обозначающий ряд авангардистских концепций, взглядов и течений, отрицающих первоначальное определение искусства и ставящих под вопрос искусство в целом. Термин прежде всего ассоциируется с дада-модернистским течением в искусстве начала XX века и был впервые употреблён приблизительно в 1913—1914 годах французским и американским художником, теоретиком искусства Марселем Дюшаном, когда тот начал создавать первые произведения в технике реди-мейд. Впоследствии термин был перенят концептуалистами 1960-х годов для описания творчества художников, отказавшихся от традиционных практик искусства и от создания произведений, предназначенных на продажу, а также многими другими течениями в искусстве, такими как мэйл-арт конца 1950-х годов или группой Молодых британских художников, начавших совместный творческий путь в 1988 году.

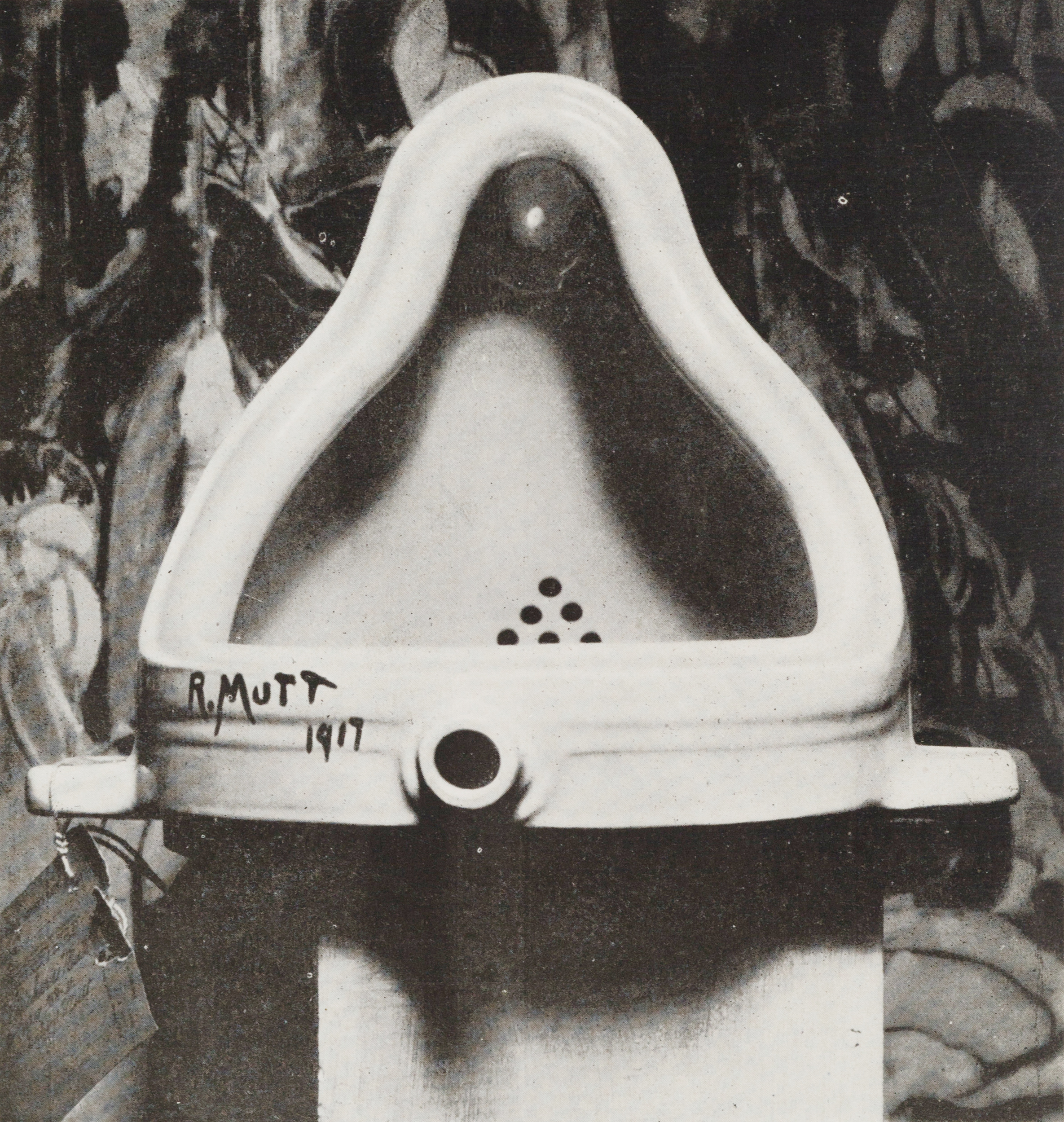
Марсель Дюшан, Фонтан, 1917. Фото: Альфред Стиглиц

Антипроизведения искусства могут выражать несогласие с тем, что существует разделение между искусством и жизнью, а также ставить под сомнение само существование искусства. «Антиискусство — это очевидный парадоксальный неологизм. В то время как искусству может быть дано определение, антиискусство противоречит определению. Таким образом, неотъемлемая часть искусства — это созидание, антиискусство выражает себя в разрушении». Антиискусство выступало в качестве явной оппозиции течениям в искусстве XX века, в особенности тем течениям, которые сознательно стремились к отступлению от традиций или институтов. Однако антиискусство само по себе не является отдельным течением искусства, но может быть определено довольно широкими временными рамками. Таким образом, некоторые течения в искусстве отождествляли себя с антиискусством, например, течение дада. Теодор Адорно в своей работе «Эстетическая теория» (1970) констатирует: «…искусство должно выходить за рамки собственного определения, собственного понятия, чтобы сохранить ему верность. Мысль об упразднении искусства делает искусству честь, ибо она свидетельствует о его благородном стремлении к истине».

## Формы антиискусства
Антиискусство может как принимать формы искусства, так и не принимать их. Однако существует спорное утверждение, что антиискусству не обязательно принимать форму искусства для воплощения своей функции альтернативы искусству. Некоторые формы антиискусства стремятся обнаружить общепринятые границы искусства, при этом расширяя их свойства. Антиискусство может отрицать как отдельные аспекты искусства, так и искусство в целом.
Некоторые примеры антиискусства выступают за сокращение фундаментальных структурных элементов искусства. Примерами данного феномена могут служить монохромная живопись, пустые рамы, музыка тишины, алеаторика.

Антиискусство также зачастую использует инновационные материалы и техники, чтобы включить в изобразительное искусство ранее не используемые элементы. Примерами использования инновационных техник и материалов в антиискусстве выступают реди-мейд, фаунд арт, высвобождение, смешанная техника, апроприация, хэппенинг, перформанс, боди-арт.
Антиискусство может выступать против создания материального произведения искусства. Данная цель может быть достигнута путём художественных забастовок или революционного активизма.
Целью антиискусства может также быть умаление индивидуализма в искусстве, с помощью использования реди-мейдов, индустриальных способов произведения предметов искусства, анонимного произведения работ или же отказа художников показывать работы публике. Художники могут также объединяться в коллективы, чтобы размыть границы своей индивидуальности в произведении. Некоторые антихудожники уничтожают собственные произведения искусства, преднамеренно создавая работы для уничтожения. Данная тенденция прослеживается в саморазрушающемся искусстве.
Антиискусство может также отрицать арт-рынок и элитарное искусство.

## История

### Предвоенный период
Жан-Жак Руссо отрицал разделение между актёром и зрителем, жизнью и театром. Карл Маркс утверждал, что искусство — это следствие классовой системы и, таким образом, сделал вывод, что в коммунистическом обществе будут существовать лишь люди, которые задействованы в процессе производства искусства, не являясь при этом художниками.
Первым течением, которое поставило себя в оппозицию с искусством, было отвязанное искусство, которое появилось в конце XIX века в Париже. Основателем течения был французский писатель и публицист Леви Джулс, который в 1882 году организовал в известном богемном кабаре «Чёрный кот» первую выставку отвязанных художников, называя экспонируемые произведения «рисунки людей, не умеющих рисовать». Выставки проходили до 1896 года и были очень популярны ввиду своей высокой развлекательности. В своем стремлении к сатире, высмеиванию и издевательству, представители данного течения произвели огромное количество работ, которые напоминают авангардистское искусство XX века: реди-мейды, монохромная живопись, пустые рамы, музыка тишины.

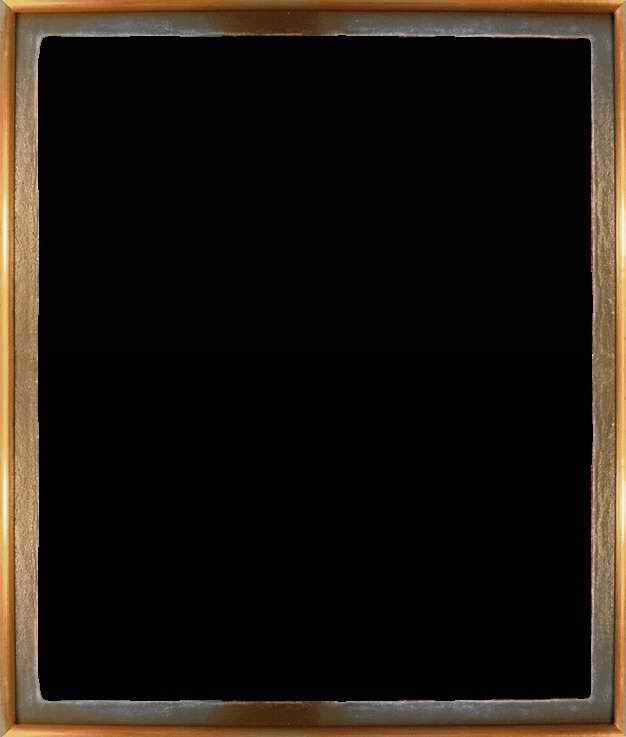
Альфонс Алле, Битва негров в пещере глубокой ночью, 1882 г.

### Дада и конструктивизм
Ранние истоки дада можно проследить в парижской «школе фумизма», созданной парижской группой «отвязанных художников» почти за сорок лет до создания первого манифеста дада.
Течение дада возникло в 1916 году во время Первой мировой войны в нейтральном Цюрихе — мировой столице изгнания, городе революционеров, дезертиров и авантюристов, в культовом Кабаре Вольтер — полуподвальном месте для вольнодумцев. Течение возникло как реакция на события Первой мировой войны, первого масштабного потрясения для человечества в XX веке, которое, по мнению художников, лишний раз подчеркнуло тщетность бытия. Основателем течения является румынский поэт Тристан Тцара, который однажды наткнулся на слово «дада» в словаре и решил, что это «совершенно бессмысленное» слово может стать «самым удачным названием для всего течения». Рационализм и логика были провозглашены главными виновниками общемирового конфликта, иррациональность, разрушение канонов, бессистемность предлагались дадаистами в качестве альтернативы. Дада предлагалось в качестве альтернативы всем художественным практикам, а также течением «анти-изма». Важнейшей идеей дадаистов было разрушение и отказ от любой эстетики.

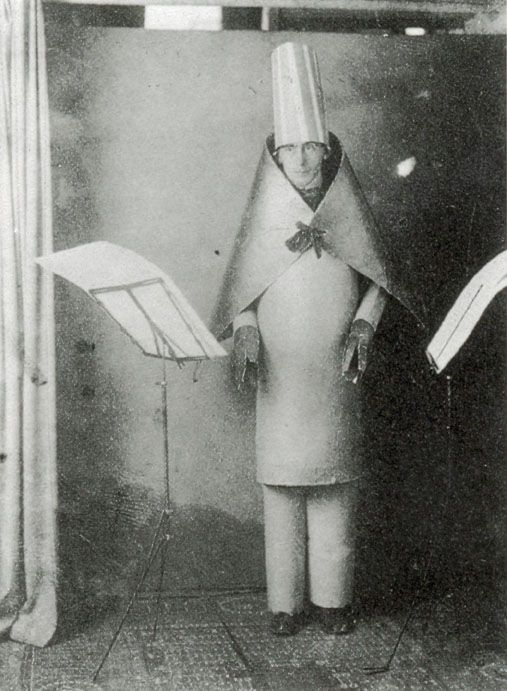
Хуго Балль во время представления дадаистов в принадлежащем ему «Кабаре Вольтер», 1916

В СССР дада было представлено литературной группой Ничевоки.

Начиная с 1913 года Марсель Дюшан, активно взаимодействуя с дадаистами, начинает создавать серию работ, выполненных в революционной технике реди-мейд, провозглашая, что любой предмет может стать произведением искусства по воле автора, его подписавшего, в контексте выставки или музея.
конструктивизм, возникший в Советской России в 1919 году, стал одним из направлений авангардного, пролетарского, «производственного искусства», призывающего всех художников отказаться от концепции «искусство ради искусства» во имя полезного в повседневной жизни искусства, которое бы служило народу. Социальная функция искусства была полностью переосмыслена. В 1921 году на выставке абстракционистов 5х5=25 в Москве, Александр Родченко представляет монохромный триптих «Гладкий цвет» и провозглашает «конец живописи». Радикальные взгляды и действия Родченко положили конец буржуазным нормам и практикам в искусстве и открыли путь для новой российской жизни и культуры.

### Сюрреализм
В 1920-е годы дада во Франции слился с сюрреализмом, а в Германии — с экспрессионизмом.
Впервые термин сюрреализм был употреблён в 1917 году Гийомом Аполлинером в его манифесте «Новый дух», написанным для премьеры балета «Парад» в театре Шатле в Париже, ставшего впоследствии скандальным. Сюрреализм зародился во Франции, однако впоследствии охватил практически весь мир. Значительный вклад в развитие течения внёс французский писатель и поэт Андре Бретон. Познакомившись с Гийомом Аполлинером на фронте Первой мировой войны, Бретон был представлен Филиппу Супо, с которым в 1919 году он опубликовал первое сочинение, написанное в сюрреалистической технике автоматического письма «Магнитные поля». После публикации в 1924 году первого Манифеста сюрреализма течение обрело четкую программу, изложенную в документе Андре Бретоном, ставшим идеологом и вождем сюрреализма. В своей философии сюрреалисты опирались на работы леворадикальных теоретиков вроде Вальтера Беньямина и Герберта Маркузе, а также на работы Зигмунда Фрейда, связанные с методом свободных ассоциаций, анализом сновидений и бессознательного, чтобы освободить своё воображение в полной мере. Группа сюрреалистов стремилась революционизировать культурные, социальные и политические представления человечества. Они стремились освободить человека от ложной рациональности, сковывающих их традиций и структур. В политическом плане сюрреализм придерживался ультралевых взглядов, поддерживая коммунистов и анархистов. К 1930-м годам многие сюрреалисты отождествляли себя с коммунистами. Бретон и его товарищи некоторое время поддерживали Льва Троцкого и его Левую оппозицию, однако, после Второй мировой войны, сюрреалисты взяли курс на анархизм.

### Леттризм и ситуационизм
В середине 1940-х годов в Париже румынским иммигрантом Исиодором Изу совместно с Габриэлем Помераном было основано новое авангардистское течение леттризм, гордо провозглашенное её создателями «единственным течением современного художественного авангарда». В 1947 году в первом манифесте леттризма «За новую поэзию, за новую музыку», Изу провозглашает букву (letter) основным элементом любой сферы эстетики и всех видов художественного творчества. Леттристы стремились к освобождению индивида посредством повсеместного распространения креативности в повседневной жизни, выступали за трансформацию жизни в целом, отказываясь от разделения и специализации труда, а также предлагали преобразования всех сфер человеческой жизни. Целостное искусство должно было дойти абсолютно до всех людей земного шара, вне зависимости от их национальной принадлежности. Поэзия леттристов задумывалась в качестве первого настоящего интернационала.
В 1956 году, вдохновившись идеями Готфрида Вильгельма Лейбница об исчислении бесконечно малых и больших, Изу стал развивать идею о произведении искусства, которое по своей природе не могло быть создано в реальности, но которое бы, тем не менее, могло бы быть эстетически воспринято человеческим разумом.
В 1960 году Изу создал сверхвременное искусство, которое позволяло зрителям участвовать в создании произведений, а также стать непосредственно частью того или иного произведения. Гипотеза о смерти кинематографа и его превращении в нескончаемый хэппенинг, высказанная Изу в работе «Эстетика кино», была перенята другим течением — ситуационизмом.
В Японии в конце 1950-х вдали от высококультурного Токио появилась арт-группа Кюсю, представители которой начали бороться с выставочной политикой, основанной на личных связях художников и на системе «мастер-последователи». На первый план выходили инновационные материалы, используемые в процессе создания произведений: таким образом, произведением искусства становился сам материал, а также взаимодействия художника с ним. Представители группы Кюсю с большим воодушевлением приняли идеи информализма, кромсая, пачкая и ломая материалы, зачастую уничтожая работу в процессе создания. Художники рвали и жгли холсты, скрепляли степлерами куски гофрированного картона, используя в работах ногти, орехи, пружины, мешковину, рухлядь, после чего погребали свои работы, зарывая их в землю. Группа Кюкю считается важным составляющим антиискусства.
В начале 1950-х годов Леттристский Интернационал (LI), а затем и Ситуационистский Интернационал (SI) (1957 год) стали развивать новую диалектику, в основе которой лежала идея создания замены искусству и уничтожение искусства, как отдельной, специализированной деятельности и его трансформация в структуру повседневной жизни. С ситуационистской точки зрения, искусство могло быть исключительно революционным, поэтому свою главную задачу они видели в завершении и дополнении работ дадаистов и сюрреалистов и одновременно в их уничтожении. Ситуационисты полностью отказывались от производства искусства. Ситуационистский Интернационал был, по всей вероятности, самым радикальным, политизированным, наиболее организованным и теоретически обоснованным течением антиискусства, достигнув своего апогея в мае 1968 года во Франции во время студенческих протестов и массовых стычек. Ситуационисты апеллировали к творческой молодёжи, продвигая идею культурной революции. Хотя после неудавшегося восстания 1968 года ситуационизм оказался лишь утопичной, нежизнеспособной теорией, идеи данного течения оказали существенное влияние на развитие мировой культуры и политики.

### Неодада и последующие течения
На рубеже 1960—1970-х годов художники начали искать альтернативы модернизму, именно в это время начало формироваться лицо современного, постмодернистского искусства.
Идея неодада была предложена ещё в 1922 году нидерландским художником Тео ван Дусбургом во время кризиса исходного течения. Впоследствии мысль о возрождении течения дада существовала довольно продолжительное время. Термин неодада появился на страницах журнала «Artnews» спустя почти 40 лет, в 1958 году и использовался в отношении Джаспера Джонса и Роберта Раушенберга — двух американских художников, близких в своем искусстве к набирающему в тот период обороты течению поп-арт. Неодада появилось в противовес абстрактному экспрессионизму, зачастую отождествляется именно с поп-артом, флуксосом и новым реализмом.
Поп-арт бросает вызов традициям изящного искусства с помощью репрезентации в произведениях образов массовой культуры, таких как реклама, новости, комиксы, продукты массового потребления, зачастую выдёргивая материал из привычного контекста и помещая его в новый, абсурдный формат. Поп-арт по своей сути являлся одновременно и продолжением и отречением от дада. В то время, как оба течения исследовали сходные темы, поп-арт замещал деструктивные, сатирические и анархические идеи дада-артефактами массовой культуры. Художники течения стремились изгнать из произведения свою индивидуальность, посредством замещения ручного труда машинным производством, стремились к массовому репродуцированию и тиражированию своих произведений. Российской версией поп-арта принято считать соц-арт, появившийся в СССР в 1970-х годах.
Арт-движение Флуксус появилось в 1960-х годах и принесло с собой сильный заряд анти-коммерциализма, свойственного антиискусству. Художники течения с пренебрежением относились к искусству, нацеленному на арт-рынок, в пользу творческих практик, ставящих художника во главу угла. В своих перформансах, проходящих в разное время на фестивалях в Париже, Копенгагене, Амстердаме, Лондоне и Нью-Йорке, художники пытались размыть границу между реальной жизнью и искусством, художником и зрителем. Движение Флуксус привлекало не только художников, но и музыкантов, работающих в жанре экспериментальной музыки. Художники движения взяли на вооружение концепцию синтетического искусства и, таким образом, работали во многих медиа и техниках, таких как перформанс, хэппенинг, коллаж, звуковое искусство, видеоарт, визуальная поэзия, фигурные стихи. Течение до сих пор существует и играет важную роль в раскрытии понятия «искусство». Благодаря группе художников Флуксус в 1964 году переросло в международное движение течение мэйл-арт.
В 1960—70-х стал оформляться концептуализм. Изобретение термина принадлежит Генри Флинту, музыканту и философу, использовавшему термин в одноимённом эссе в 1961 году, однако основоположником и идейным вдохновителем течения является американский художник Джозеф Кошут, который предлагал в корне переосмыслить функции произведения искусства и культуры.
На первый план выходит концепция, целью искусства провозглашается передача идеи, которая предполагает интеллектуальное взаимодействие зрителя с произведением. Физическое выражение и эмоциональное восприятие произведения отходят на второй план.
В СССР в начале 1970-х годов появился Московский концептуализм.
Концептуализм открыл дорогу для многих нетрадиционных медиа в искусстве и их широкому распространению: видеоарт, искусство перформанса, акционизм, искусство инсталляции и других. Позднее развитие технологий позволило художникам вовлечь в творческий процесс новые технологии, что поспособствовало появлению компьютерного искусства, нет-арта, электронного искусства.
Во второй половине XX века и в особенности в 1990-х появился неоконцептуализм, который представляет собой современное продолжение традиций концептуализма 1960—1970-х годов. Неоконцептуализм продолжает изучать фундаментальные вопросы искусства, политики, медиа и общества.
Одними из самых известных неоконцептуалистов является группа Молодые британские художники, занимающие высокую позицию на арт-сцене с конца 1980-х годов.
Однако не все разделяют взгляды неоконцептуалистов. В противовес Молодым британским художникам в 1999 году появилась группа художников-стакистов, переросшая сегодня в международное художественное движение. Манифест стакистов выступает «против концептуализма, гедонизма и культа эгоизма художника», сравнивая постмодернизм с «обезьяной, поймавшей себя в мешок идиотизма» и провозглашая первостепенность живописи в искусстве.

## Антиискусство становится искусством
Как бы парадоксально это не звучало, в настоящее время антиискусство является общепризнанной формой искусства, однако некоторые художники, например, стакисты, до сих пор отрицают художественную ценность рэди-мейдов Дюшана, провозглашая в своих манифестах антиантиискусство альтернативой антиискусству.